# Église Saint-Julien de Saint-Julien-de-Lampon
Pour les articles homonymes, voir Église Saint-Julien.
L'église Saint-Julien est une église catholique située à Saint-Julien-de-Lampon, en France.

## Localisation
L'église est située dans le département français de la Dordogne, sur la commune de Saint-Julien-de-Lampon.

## Historique
L'édifice est inscrit au titre des monuments historiques en 1947 et 1993.